# Tipula (Lunatipula) graeca graeca
Tipula (Lunatipula) graeca graeca is een ondersoort van de tweevleugelige Tipula (Lunatipula) graeca uit de familie langpootmuggen (Tipulidae). De ondersoort komt voor in het Palearctisch gebied.